# Herminia grisealis
Herminia grisealis là một loài bướm đêm thuộc họ Noctuoidea. Nó được tìm thấy ở châu Âu.
Sải cánh dài 24–28 mm. Chiều dài cánh trước là 11–13 mm. Con trưởng thành bay làm một đợt từ đầu tháng 5 đến giữa tháng 8.
Ấu trùng ăn various shrubs và cây lá rụng mùa đông như sồi, alder, bạch dương, crataegus, bird cherry, corylus avellana, rubus và clematis vitalba và lá rụng.

## Hình ảnh

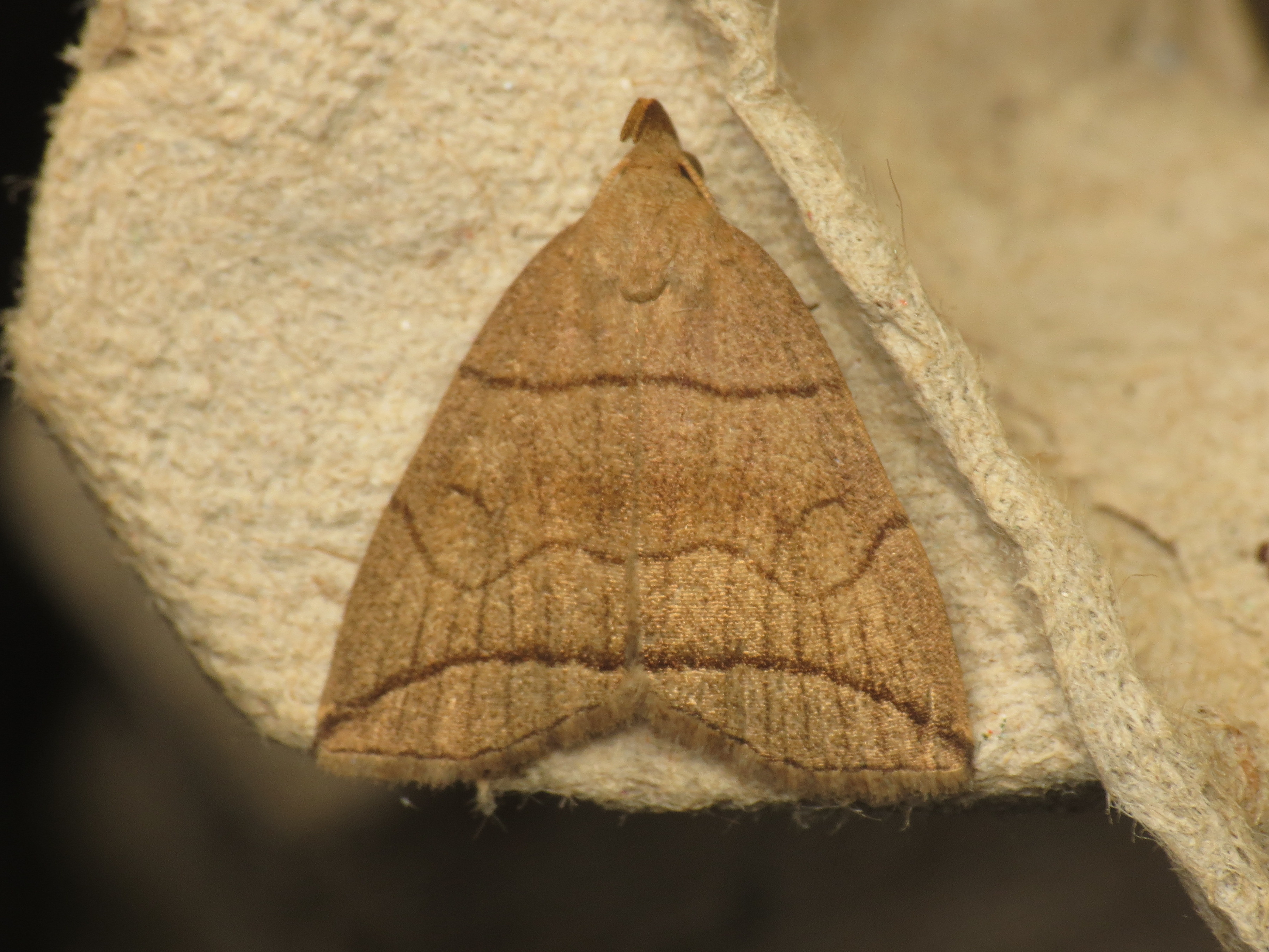
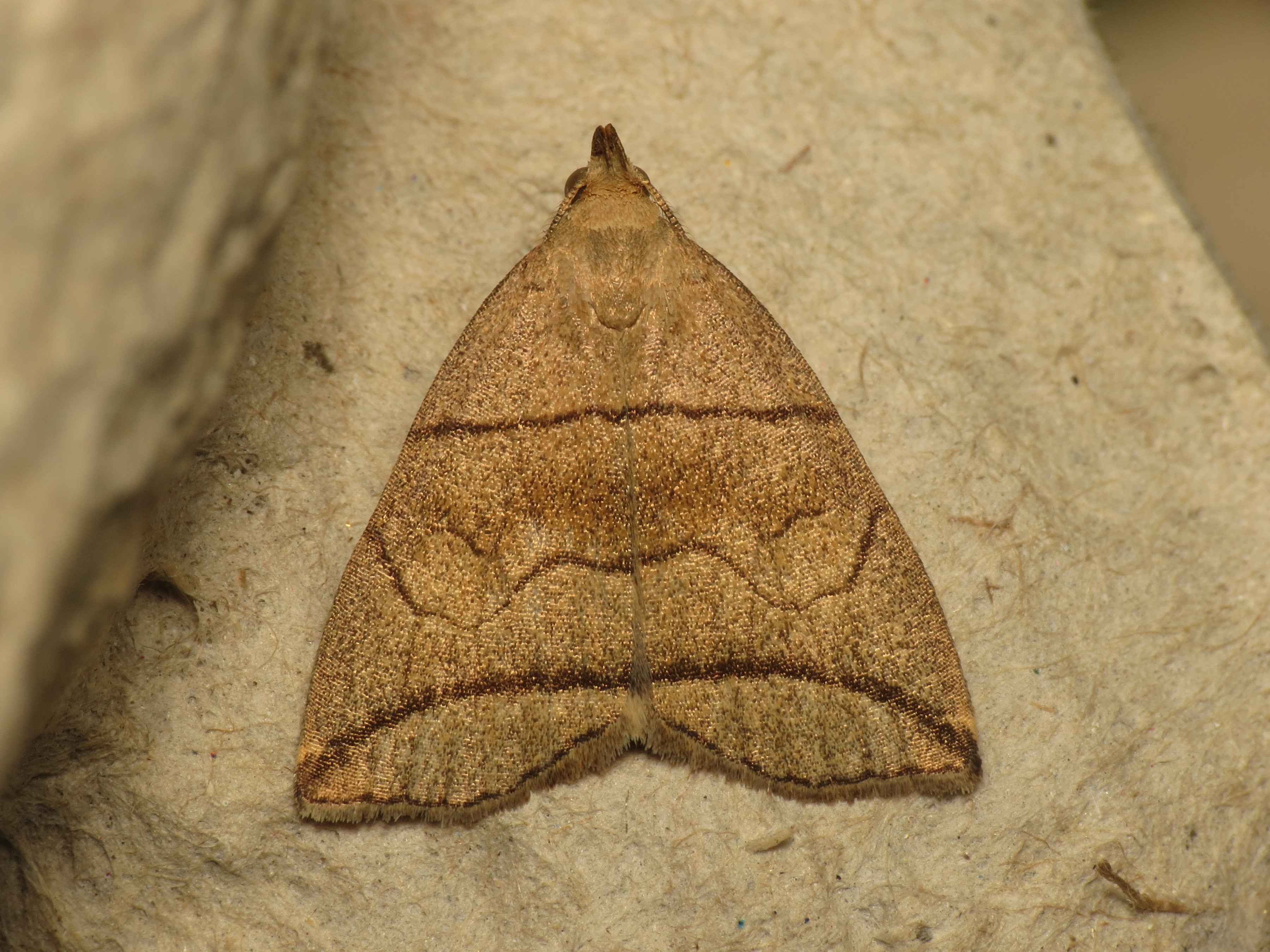
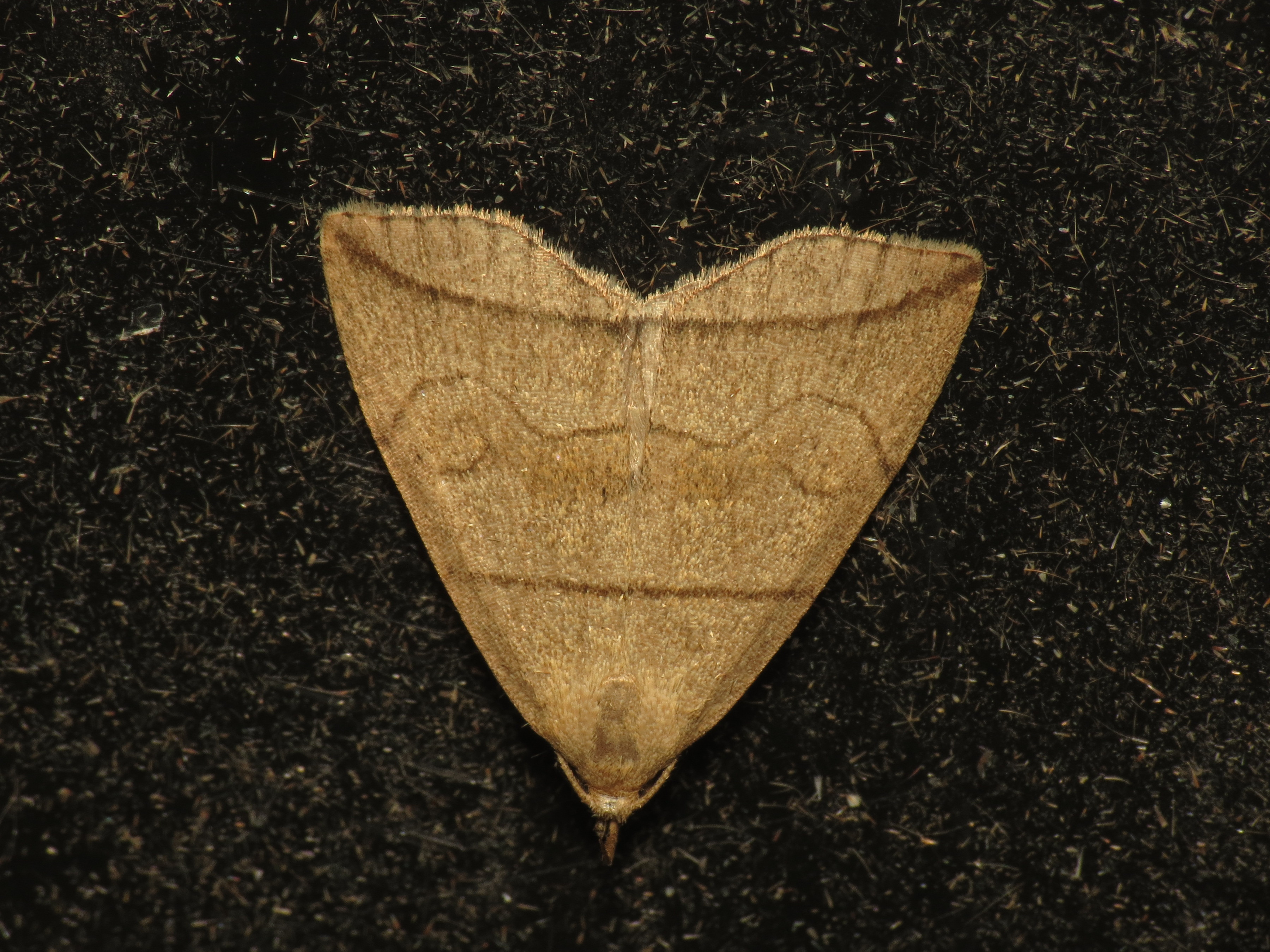
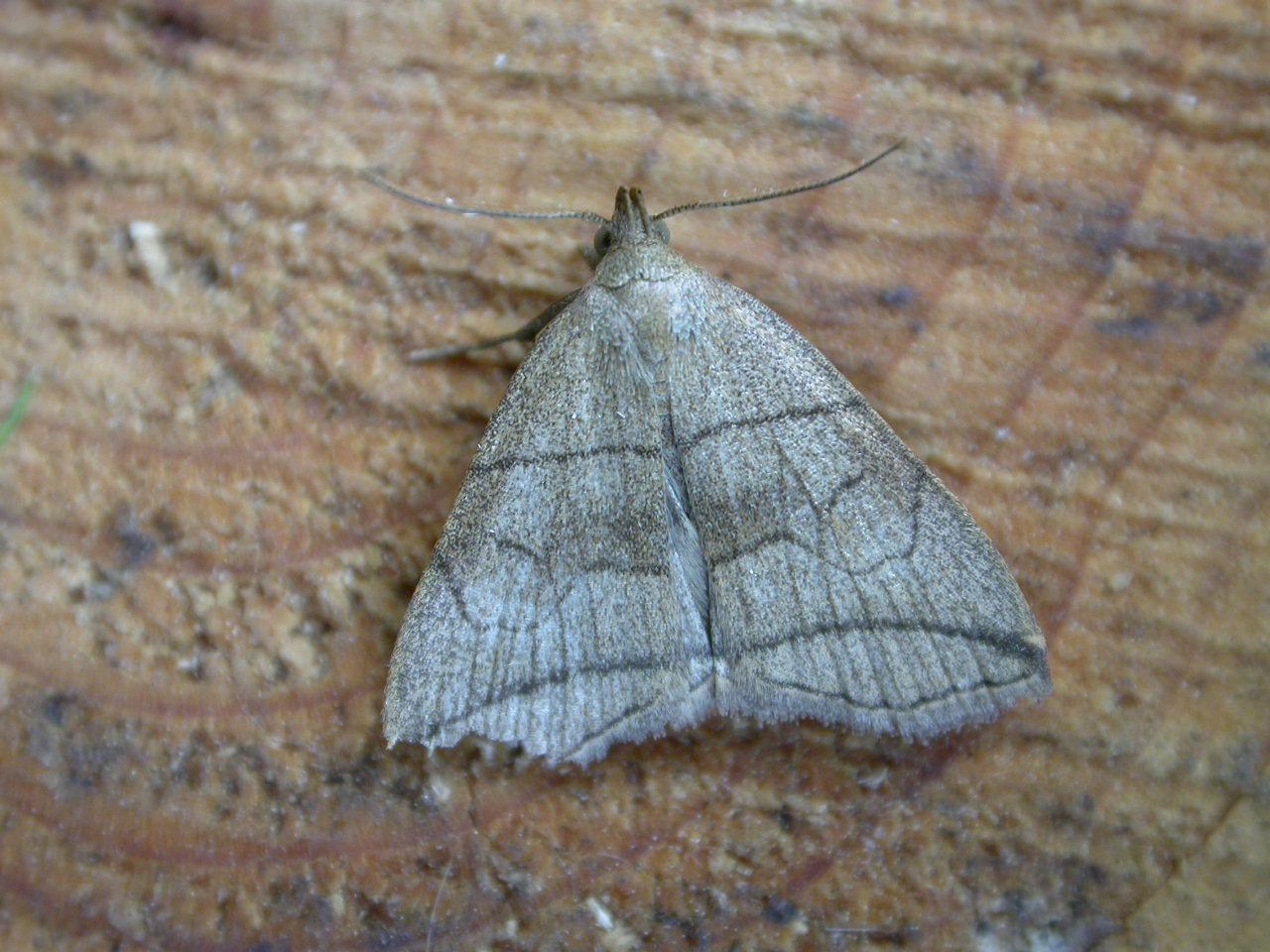